# 仮面劇
仮面劇は、16世紀から17世紀初期のヨーロッパで隆盛をきわめた、宮廷の祝祭の出し物の形式。
最初にイタリアで発展した。ちなみに仮面劇の公式のものはページェント（pageant、野外劇、仮装行列）である。仮面劇は音楽、踊り、歌、演技を含み、さらに、飾られた舞台上で演じられた。舞台の設計および衣裳は、パトロンを喜ばせる寓意を恭しく表現するために、高名な建築家によってデザインされることがあった。語りと歌のために雇われたのは、プロの俳優や音楽家たちであった。宮廷の人々が舞台に立つこともよくあったが、彼らは語りも歌いもしなかった。しかし、イングランドでは、ジェームズ1世の王妃アンが1603年から1611年にかけて取り巻きの淑女たちと一緒に仮面劇で踊った他、ヘンリー8世とチャールズ1世はそれぞれの宮廷で仮面劇を演じた。フランスでは、ヴェルサイユ宮殿で、ルイ14世がリュリ作曲の音楽でバレエを踊った。
マスクとも。

## 発展
仮面劇の伝統は、中世の後期、ブルゴーニュ公国での贅をこらしたページェントおよび宮廷の見世物から発展した。概して仮面劇は客の中に混じった君主に敬意を表す捧げもので、牧歌的な設定、神話的な寓話、道徳的に配慮した劇的要素を兼ね備えていなければならなかった。そして、ある程度の政治的かつ社会的な寓話の摘要が例外なく含まれた。そうしたページェントは誕生、結婚、「統治者の交替」つまり「王の入場（en:Royal Entry）を祝うもので、至福と平和の劇的場面で終わるのが決まりだった。仮面劇の題材はキリスト教起源のものよりも古典的なものから取られる傾向が強く、その工夫が魅力の一部であった。そのために、ジュリオ・ロマーノやイニゴー・ジョーンズといった巨匠たちの手になるマニエリスム美術を頼りにした。新批評（en:New Criticism）の歴史家デヴィッド・ヴェビングトン&ピーター・ホルブルックはその著書『The Politics of the Stuart Court Masque』（1998年）の中で、仮面劇が根底に持つ政治的意味を指摘している。政治的意味を探すのはさほど難しくもない。『平和の勝利』（en:The Triumph of Peace）という仮面劇には、チャールズ1世が議会から集めた巨額の予算が使われ、ピューリタンを激怒させた。

### 黙劇
イングランド演劇では、黙劇（Dumbshow, en:Dumbshow）は仮面劇に似た無言のパントマイムの幕間劇で、通常、劇またはそのテーマの必要に関係する寓意的内容を持っていた。その最も有名なものがシェイクスピアの『ハムレット』の中に出てくるパントマイムである（III.i）。黙劇は、トマス・キッド（en:Thomas Kyd）の『スペインの悲劇』（en:The Spanish Tragedy, 1580年）の中の行列のように感動的なスペクタクルであるか、もしくは、シェイクスピアの『ペリクリーズ』の中（III.i）にあるような、視覚的想像力に訴える劇的場面を形作らなければならなかった。（この劇的場面は、この劇の主人公で実在した詩人ジョン・ガワー（en:John Gower）がある程度の長さ、直接に説明するものである）。黙劇は中世風の要素で、イングランド・ルネサンス演劇初期には人気を保ち続けた。しかし、『ペリクリーズ』（1607年 - 1608年頃）、もしくは『ハムレット』（1600年 - 1602年頃）が上演された頃には、おそらく古風な趣のある時代遅れのものになっていたようだ。オフィーリアの反応も、「これはどういう意味ですか?」だった。イングランドの仮面劇では、純粋に音楽的な幕間劇に、黙劇が付属されていなければならなかったのに違いない。
ルネサンスのあらゆる芸術のうち、仮面劇は現代の観客にとって最も無縁な芸術形式である。しかし、当時の最も著名なヒューマニスト、詩人、芸術家たちは、その創造力を目一杯働かせて、仮面劇の制作に打ち込んだ。1642年、ピューリタンによってイギリスの劇場が閉鎖されるまで、仮面劇はイングランドの最も高度な芸術形式だった。しかし、短命に終わったため、仮面劇に関する文献はそれほど多くは残っておらず、仮面劇の制作と受け止められ方について語られることのほとんどは、いまなお一部の憶測であるに過ぎない。

## 起源
仮面劇は民俗伝統の中にその起源を持っていて、そこでは仮面をつけた演技者が、1年のうちの決まった夜に、貴族の屋敷を不意に訪問し、踊ったり、贈り物を持ったか、あるいは、名家の儀式を祝ったりした。シェイクスピアの『夏の夜の夢』の結婚式の場面での「ピュラモスとティスベ」の劇中劇は、その良く知られた例である。見物人たちは踊りに加わるよう誘われる。ラストで、演技者たちは仮面を取って、その正体を明かす。

### イギリス
イングランドでは、初期のguisingsからテューダー朝の宮廷仮面劇が発展した。guisingsでは仮面をつけた寓意的人物が登場し、集まった人々に、状況に応じたテーマを演説し、それには音楽の伴奏がついていた。エリザベス1世の王宮で催された仮面劇では、女王と王国の間の平和と協調が力説された。行列用の仮面劇の叙述的な物語には、エドマンド・スペンサーの『妖精の女王』（Book i, Canto IV）の7つの大罪の仮面劇がある。後のジェームズ1世の宮廷で、仮面劇の物語の要素は重要なものになった。筋書きは古典的あるいは寓意的テーマが多く、たいていアマチュアによって演じられ、最後には、観客も踊りに参加した。ベン・ジョンソンは多くの仮面劇を執筆し、イニゴー・ジョーンズがその舞台デザインを手掛けた。2人の作品はこの形式で最も重要な物と考えられている。サー・フィリップ・シドニーも仮面劇を書いたことがあった。
シェイクスピアは『テンペスト』の中に仮面劇風の幕間劇を書いているが、現代の研究者たちは、それはベン・ジョンソンとイニゴー・ジョーンズの影響を強く受けたものだったと考えている。さらに、『ヘンリー八世』の中にも仮面劇のシーンが出てくる。ジョン・ミルトンの『コーマス』（音楽はヘンリー・ローズ）は一般には牧歌劇と思われているが、仮面劇として書かれたものだった。
ステュアート朝の仮面劇の復興はほとんどまったくされなかった。問題の一部は、完全な形で現存するのは台本だけで、音楽は断片すら残っておらず、信頼に足る上演を再現できないからである。
17世紀後期に発達したイギリスのセミオペラは、ジョン・ドライデンとヘンリー・パーセルの共同の所産だが、仮面劇からいくつかの要素を借用した。しかし、それ以上に借用したのは、同時代のジャン＝バティスト・リュリが作ったフランスの宮廷オペラからだった。パーセルのマスクとしては『妖精の女王』などがある。
18世紀になると仮面劇の上演はさらに少なくなった。それでも、アルフレッド大王を主人公とした、ジェームズ・トムソンとデヴィッド・マレット共作の、フレデリック・ルイス王太子のカントリーハウスであるクリーヴデンで初演された『アルフレッド（Alfred）』という仮面劇があり、そこから生まれたのが『ルール・ブリタニア』である。この歌はイギリスの愛国歌として現在でも愛されているものの、元々は仮面劇の一部だったということを知っているのは、専門の歴史家くらいのものである。

## 20世紀以降
20世紀になって、レイフ・ヴォーン・ウィリアムズは『ヨブ、踊りのための仮面劇』（1930年初演、en:Job, a masque for dancing）を作った。しかし、この作品は本来の仮面劇というよりはバレエに近い。ウィリアムズがこれを仮面劇だとしたのは、彼がそれを書いた時、典型的な現代の振付師がそれに相応しくないということをほのめかすためだった。
コンスタント・ランバートは『夏の遺言書（Summer's Last Will and Testament）』という管弦楽、合唱とバリトンのために書いた曲を仮面劇と呼んだ。その題名はトマス・ナッシュ（en:Thomas Nashe）の同名の仮面劇から取られたものだった。ナッシュの劇の初演はおそらく1592年、ロンドンのランベス宮で、その宮の所有者だったカンタベリー大主教の前で行われたらしい。
デーモン・アルバーンが2011年に制作したオペラ『ドクター・ディー』は仮面劇 (masque)と呼ばれている。